# Headphone Children
 (février 2023).
Si vous disposez d'ouvrages ou d'articles de référence ou si vous connaissez des sites web de qualité traitant du thème abordé ici, merci de compléter l'article en donnant les références utiles à sa vérifiabilité et en les liant à la section « Notes et références ».
Albums de The Back Horn
Ikiru Sainou Ubugoe Chainsaw
Headphone Children (ヘッドフォンチルドレン) est le quatrième album sous label major du groupe de rock Japonais The Back Horn.
Cet album est sorti le 16 mars 2005.

## Titres de l'album
Les onze pistes de cet album sont :
1. Tobira (扉) – 4:50
2. Unmei Fukuzatsukossetsu (運命複雑骨折) – 4:12
3. Cobalt Blue (コバルトブルー) – 4:26
Neuvième Single.
4. Hakaishi Fever (墓石フィーバー) – 4:06
5. Yume no Hana (夢の花) – 4:36
Huitième Single.
6. Tabibito (旅人) – 4:48
7. Pappara (パッパラ) – 3:45
8. Shanghai Rhapsody (上海狂騒曲) – 3:44
9. Headphone Children (ヘッドフォンチルドレン) – 5:57
10. KIZUNA Song (キズナソング) – 6:00
Dixième Single.
11. Kiseki (奇跡) – 5:26
Chanson Thème de la série de films d'horreur Zoo.